# ALAS1
ALAS1‏ (5'-aminolevulinate synthase 1) هوَ بروتين يُشَفر بواسطة جين ALAS1 في الإنسان.
ALAS1 هو إنزيم أمينوليفولينيك أسيد سينثاز.
يحفز إنزيم دلتا-أمينوليفولينات سينثاز تكثيف الجلايسين مع سكسينيل-مرافق الإنزيم A لتكوين حمض دلتا-أمينوليفولينيك. يُعد هذا الإنزيم المشفر نوويًا في الميتوكوندريا الإنزيم الأول والمحدد للسرعة في مسار التخليق الحيوي للهيم لدى الثدييات. يوجد إنزيمان متماثلان خاصان بالأنسجة: إنزيم منزلي مشفر بواسطة جين ALAS1 وإنزيم خاص بالأنسجة الكريات الحمر مشفر بواسطة ALAS2.
تُظهر الفئران التي تفتقر إلى هذا الجين موتًا جنينيًا، مما يشير إلى أن ALAS ضروري للتكوين الجنيني المبكر.